# Elfin

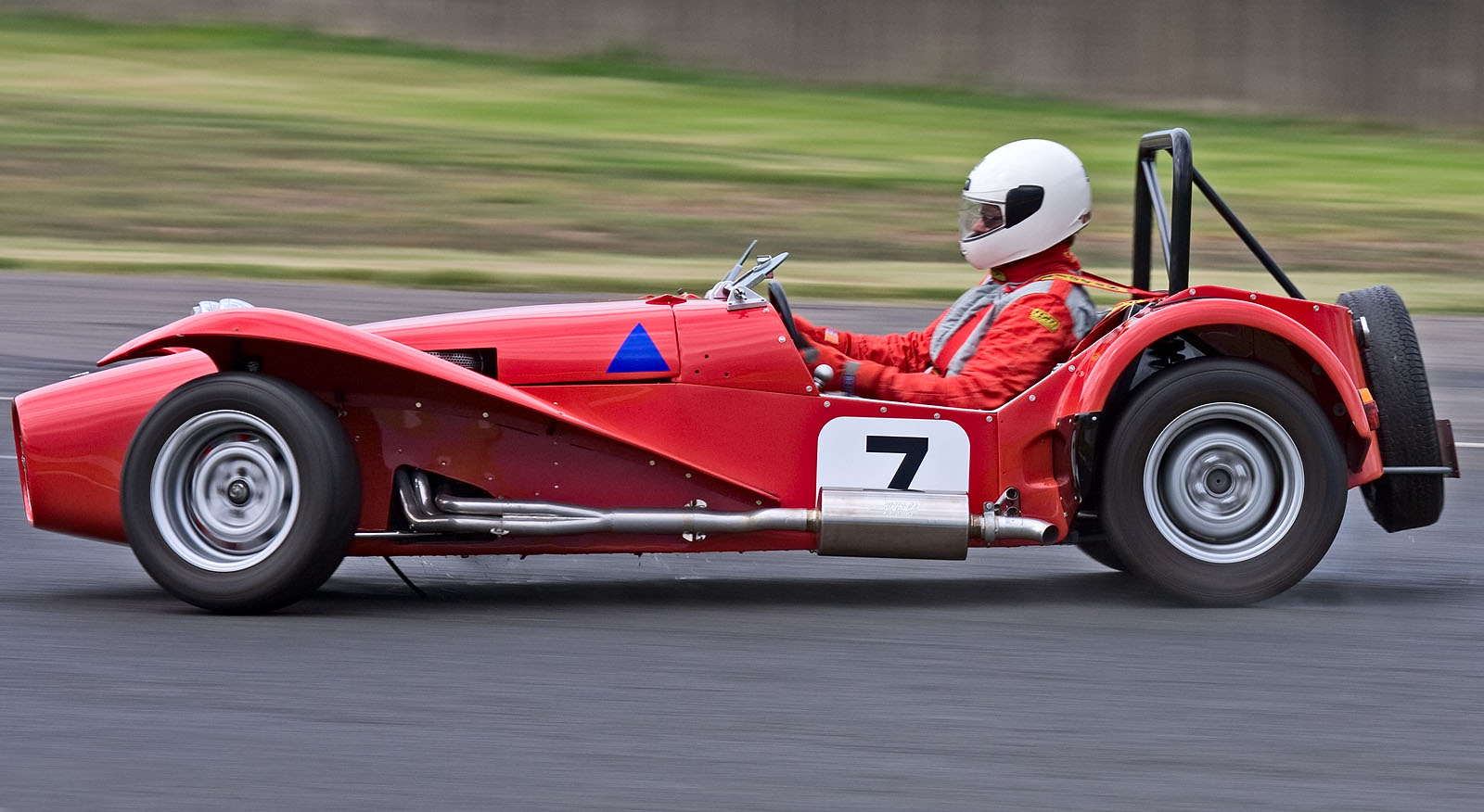
Clubman

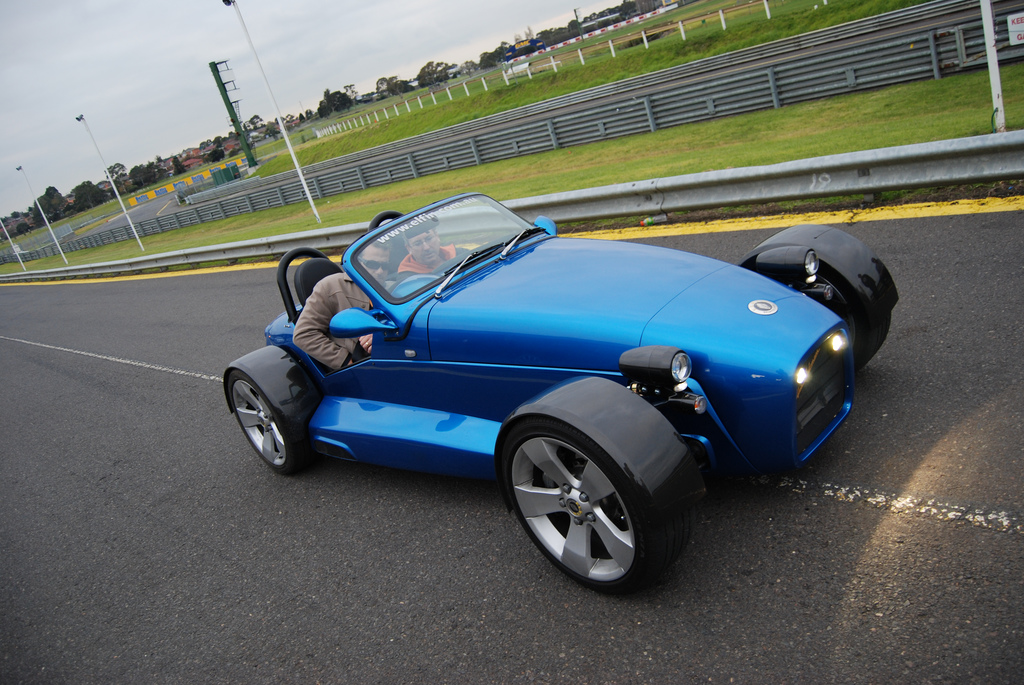
MS8 Clubman

Elfin was een Australisch sportwagenmerk gevestigd in Braeside (Victoria). Het bedrijf heette officieel Elfin Sports Cars Pty. Ltd., en werd in 1959 opgericht door Garrie Cooper. De eerste auto was de Elfin Clubman, een replica van de Britse Lotus Super Seven, die te beginnen in 1961 werd geproduceerd.
Na Coopers overlijden in 1982, wisselde het bedrijf een aantal keer van eigenaar. De gevolgen van de kredietcrisis in 2008, het overlijden van de toenmalige eigenaar in 2010 en aanslepende problemen met toeleveranciers van de T5 Clubman, maakten dat de productie in 2012 werd gestaakt.
Het merk heeft enkele van de meest competitieve sportwagens van het moment geproduceerd. Elfin werd niet in de Benelux en Suriname ingevoerd.

## Racerij
Anno 2005 had Elfin 29 kampioenschappen en grote wedstrijden gewonnen, waaronder:
- Australian Sports Car Championship (5×)
- Australian Tourist Trophies (4×)
- Formula Ford (3×)
- Australian Driver's Championship (2×)
- Grote Prijs van Singapore (2×)
- Grote Prijs van Maleisië (1×)

## Modellen anno 2008
- MS8 Clubman
- MS8 Streamliner
- Type 3 Clubman
- T5 Clubman

Deze modellen waren gebaseerd op de Lotus Seven met motoren die via een samenwerking met Holden werden bekomen.